# Ruộng muối

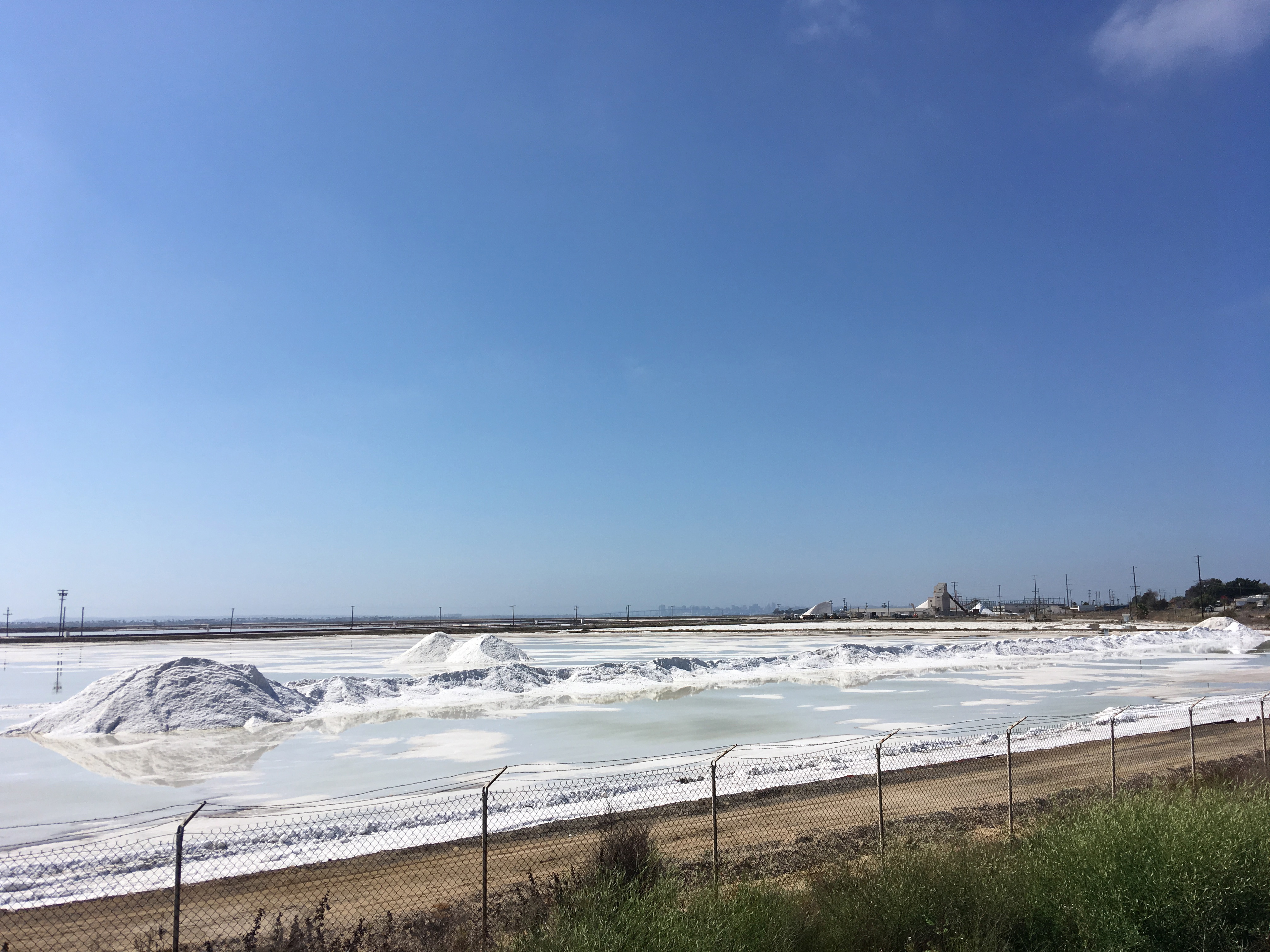
Ruộng muối ở Chula Vista, California

Ruộng muối là khoảnh đất thấp và phẳng dùng để khai thác muối từ nước biển hoặc nước mặn. Kỹ thuật làm ruộng muối chỉ thực hiện được ở những nơi khí hậu ấm, và khô để lượng nước bốc hơi cao hơn vũ lượng. Nhiệt độ cao, độ ẩm thấp và gió mạnh là ba yếu tố chính trong ngành thu hoạch ruộng muối.

## Cách làm muối ở Việt Nam

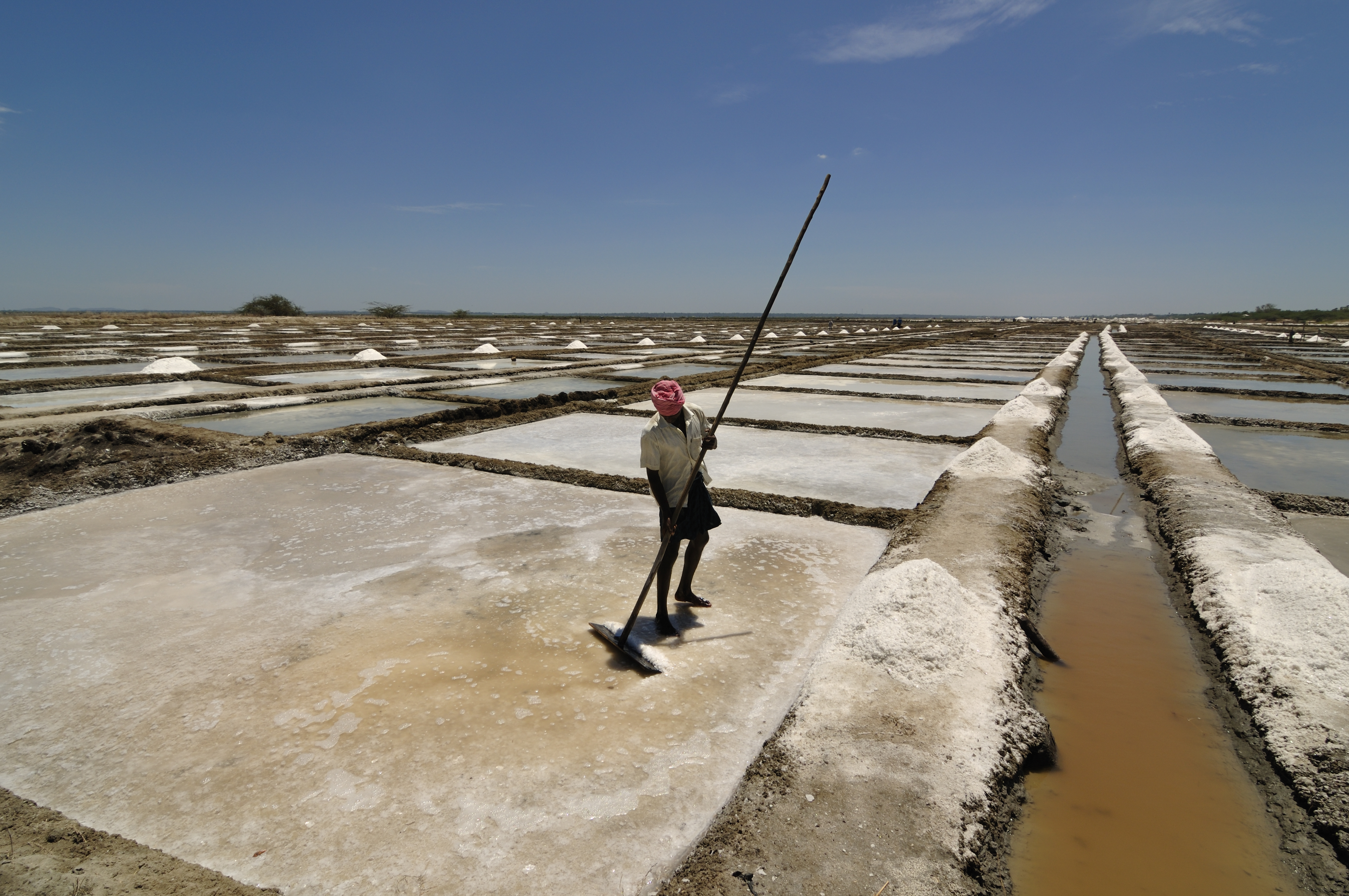
Ruộng muối ở Marakkanam, Ấn Độ

### Miền Trung và Nam Việt Nam

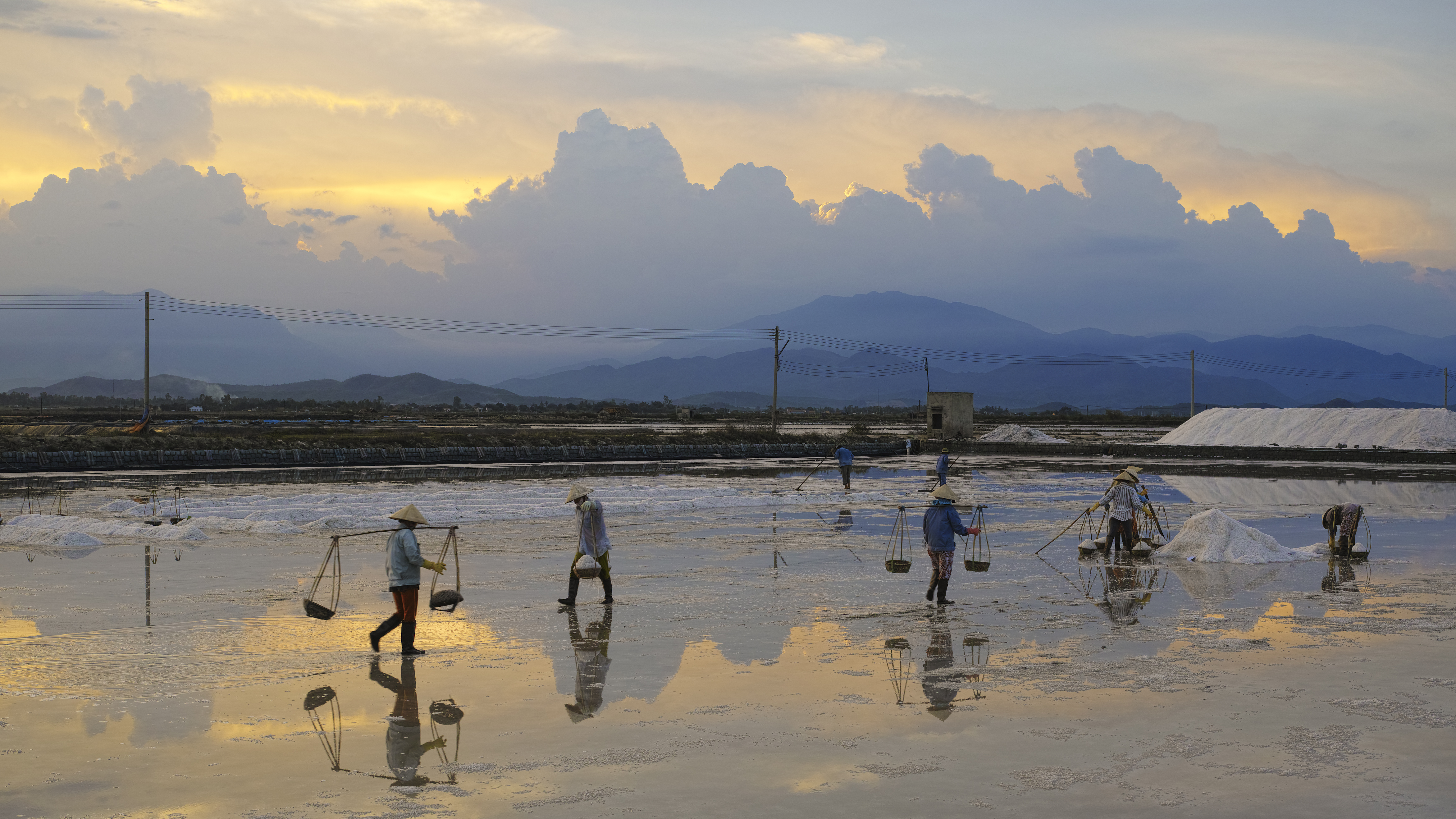
Làm muối tại Ninh Hòa

Ở Việt Nam vùng ven biển miền Trung và miền Nam nghề làm muối dùng phương pháp phơi nước. Người dân thường đào ao hoặc hồ cạn làm "đùng" Cạnh bên đùng thì làm hai cấp sân, thấp dần khoảng 15 cm. Mỗi sân đều san phẳng, đắp bờ chia ô vuông vắn; mỗi ô là 4 m x 10 m. Đó là ruộng muối.
Khi làm muối thì tát nước từ đùng lên sân trên cho đầy. Ruộng trên là "ruộng chịu" dùng để tăng nồng độ nước muối. Đợi khoảng năm ngày nắng ráo thì tháo nước mặn cho trút xuống sân dưới, gọi là "ruộng ăn" nơi muối bắt đầu kết tinh. Mỗi khi sân dưới gần cạn nước vì nước bốc hơi thì lại châm thêm nước từ ruộng chịu ở trên xuống ruộng ăn ở dưới. Cứ châm liên tiếp năm ngày đến khoảng một tháng tùy theo độ ẩm không khí thì nước sẽ cạn và muối đóng thành hột. Người làm muối theo đó gạt muối lên, người Việt gọi là "cào muối" đánh thành gò cho khô thì xúc lên đem bán.
Năng suất ruộng muối cổ truyền theo cách làm muối trên thì mỗi ô có thể sản xuất 500 kg muối/tháng.

### Miền Bắc Việt Nam
Công thức làm muối bằng ruộng muối ở miền Bắc Việt Nam có phần khác, nặng phần công hơn, còn gọi là phương pháp phơi cát. Cách này có thể khắc phục được phần nào thời tiết bất thường, không thể phơi nước được. Thay vì chỉ dùng ánh mặt trời làm nước bốc hơi, ruộng muối ở miền Bắc có công đoạn dùng cát mịn, đã sàng lọc kỹ, đem hòa nước biển vào cho thật ngấm nước mặn xong đem lớp cát đó, trải ra khoảnh đất phẳng, dùng nắng mặt trời phơi khô để muối kết tinh trên hạt cát. Diện tích phơi cát đây không hẳn là ruộng mà là sân rộng.
Lợi điểm phơi cát là hạt cát hấp nhiệt nhanh hơn và có nhiều góc cạnh để bốc hơi hơn, trong khi mặt nước chỉ có một bề mỏng trên cùng hấp nhiệt. Tùy vào thời tiết người làm muối sẽ trải lớp cát dày hay mỏng rồi châm nước vào. Nếu quá khô vì nắng gắt mà ít nước thì muối sẽ ở dạng bột thay vì hột. Lớp cát đó sau lại đem thu dồn vào trong một cái bể gạch, gọi là "chạt", nén chặt rồi châm thêm nước mặn, cho nước thấm qua lớp cát rồi hứng vào thùng. Thùng nước này có độ mặn cao hơn nước biển, gọi là "nước chạt" sẽ đem đổ ra sân nhỏ gọi là ô kết tinh phơi cho đến khi nước chạt kết thành muối hột. Sân phơi cuối cùng này xưa trát vôi trộn xỉ và bồ hóng cho mịn nhưng sau thường là sân xi măng, diện tích khoảng sáu m². Qua công đoạn 30 thùng nước chạt phơi khô sẽ thành 5 kg muối, phơi buổi sáng đến chiều thì thu hoạch được.

## Thuế muối và sản lượng
Việt sử ghi là từ thời nhà Lý triều đình đã có lệnh thu thuế muối. Nhà Trần thì bắt phải nộp thuế muối bằng tiền chứ không còn nộp bằng sản vật nữa. Vào thời chúa Trịnh thì thu thuế cứ 5 phần muối thì phải nộp một. Ai buôn muối phải có thẻ do quan cấp cho. Sau vì thuế quá nặng nên phải đổi lại, cứ 50 mẫu ruộng muối phải nộp 40 hộc muối tương đương với 180 đồng một hộc (khoảng 0,1 lít).
Nhà Nguyễn thì thuế mỗi mẫu ruộng muối là 6-10 phương, mỗi phương có thể quy ra là 4-5 tiền.
Sang thời Pháp thuộc, muối là một trong mặt hàng độc quyền của nhà nước. Người sản xuất muối được trả một số tiền nhưng muối phải nộp toàn phần cho Sở Thương chánh địa phương đem cất vào kho. Con buôn muốn bán muối phải đóng tiền môn bài mới được lãnh muối từ kho đem bán ra ngoài.

### Sản lượng và cách tân
Năm 1953 trước khi Việt Nam bị chia đôi thì sản lượng muối là hơn 106.000 tấn. Lượng tiêu thụ quốc nội chỉ chiếm 1/3, phần còn lại đem xuất cảng.
Năm 2015 trên toàn quốc có 14.802 ha ruộng muối, trong số đó 10.890 ha là ruộng muối thủ công. Tổng sản lượng là 275.428 tấn; ngành thủ công góp 171.755 tấn, số còn lại là muối công nghiệp.
Nghề làm muối là nghề truyền thống, không khác biệt nhiều qua nhiều thế kỷ nhưng sang thế kỷ 21 một số khu vực đã lót mặt ruộng bằng bạt HDPE để giảm thiểu tạp chất khi muối thành phẩm, tạo ra muối màu trắng tinh, khác với muối màu ngà. Bạt plastic cũng hấp nhiệt mau hơn, tăng tốc độ kết tinh của muối.

### Phụ sản
Ruộng muối ở một số địa phương vào thế kỷ 21 không hẳn là mục tiêu kinh tế chính. Người làm muối chủ yếu làm muối trong một thời gian dài để tận thu chất muối, làm ngọt dần vùng đất, sau đó thì xoay qua ngành nuôi tôm. Tuy nhiên vì phụ thuộc vào thời tiết nên dù nuôi tôm khi gặp cơn hạn, không đủ nước thì nồng độ muối tăng cao làm chết tôm, thiệt hại toàn phần.

## Phân bố ruộng muối ở Việt Nam
Vùng Ninh Hòa là nơi truyền thống làm muối. Sa Huỳnh (Đức Phổ, Quảng Ngãi) cũng có ruộng muối, diện tích 115 ha (2015). Phù Cát và Phù Mỹ, Bình Định có hơn 200 ha (2011).
Ninh Thuận là địa phương có sản lượng muối sản xuất lớn nhất Việt Nam, với 2.371 ha đất làm muối, trong đó có 1.891 ha muối công nghiệp và 480 ha muối nền đất (còn gọi là muối ăn, muối diêm dân). Nếu cả nước có 7 đồng muối lớn thì Ninh Thuận đã có đến 3 là: Cà Ná, Tri Hải và Đầm Vua. Sản lượng muối của Ninh Thuận chiếm khoảng 50% tổng sản lượng muối cả nước. Tại Ninh Thuận đã hình thành nhiều vùng sản xuất muối, như: Cà Ná (huyện Thuận Nam); các xã Phương Hải, Tri Hải, Nhơn Hải (huyện Ninh Hải)
Ở miền Nam thì Cần Giờ có khoảng 800 ha (2014), Long Điền, Vũng Tàu 900 ha (2015), Bến Tre 1.600 ha (2015), và Bạc Liêu 2300 ha (2015).
Miền Bắc thì vùng Quỳnh Dị, Quỳnh Thuận, Diễn Vạn, Diễn Ngọc (Quỳnh Lưu và Diễn Châu, Nghệ An) xưa cũng có ruộng muối 600 ha nhưng sang thế kỷ 21 thì đất làm muối đã chuyển dần sang đất trồng trọt. Vùng Hải Hòa (Hải Hậu, Nam Định) và Diêm Điền, Tam Đồng (Thái Thụy, Thái Bình) 60 ha (2014) cũng làm muối nhưng không rộng lớn.